# You’re Gonna Go Far, Kid
You're Gonna Go Far, Kid — песня американской панк-рок-группы The Offspring. Песня является третьим треком с восьмого студийного альбома Rise and Fall, Rage and Grace, а также вторым синглом с него. Песня стала первым синглом The Offspring, который получил статус золотого по версии RIAA, что делает его самым успешным синглом группы в США.

## Список композиций
| №  | Название                           | Длительность |
| -- | ---------------------------------- | ------------ |
| 1. | «You're Gonna Go Far, Kid» (радио) | 2:58         |

| №  | Название                          | Длительность |
| -- | --------------------------------- | ------------ |
| 1. | «You're Gonna Go Far, Kid»        | 2:58         |
| 2. | «You're Gonna Go Far, Kid» (Live) | 3:01         |

| №  | Название                                      | Длительность |
| -- | --------------------------------------------- | ------------ |
| 1. | «You're Gonna Go Far, Kid» (альбомная версия) | 3:00         |
| 2. | «You're Gonna Go Far, Kid» (Live)             | 2:59         |
| 3. | «Hammerhead» (Live)                           | 4:36         |
| 4. | «You're Gonna Go Far, Kid» (клип)             | 4:36         |

## Клип
Клип на песню был снят Крисом Хопуэллом, который уже снял несколько клипов для других групп. Это был первый раз, когда Хопуэлл снимал клип для The Offspring.
Видео начинается с того, как крестьянин работает в саду в антиутопическом будущем. Неожиданно из ниоткуда появляется богиня и дарит крестьянину золотую акустическую гитару. Крестьянин замечает, что игра на этой гитаре заставляет других людей бесконтрольно танцевать и отправляется в город на заработки. Крестьянин играет в заражённом чумой городе, и слушающие больные излечиваются, а сам крестьянин получает деньги. Однако после этого главный герой отбирает у одной из девушек, которые наблюдали за игрой крестьянина, ожерелье, чем неприятно удивляет богиню. После этого он направляется в дорогой отель, но его туда не пускают из-за внешнего вида. Тогда он начинает играть больше и зарабатывает денег на дорогой костюм. Войдя в отель, он заходит в ресторан и начинает играть там, чтобы получить больше денег. В этот момент появляется богиня, отбирает у него гитару и начинает на ней играть, при этом танцует только крестьянин. Под конец главного героя засасывает в водоворот, а гитара падает на пол и превращается в листья.

## Чарты
| Чарт (2008)                         | Лучшая позиция |
| ----------------------------------- | -------------- |
| Australia (ARIA)                    | 54             |
| Канада (Billboard Canadian Hot 100) | 25             |
| Канада (Billboard Rock)             | 1              |
| Германия (GfK)                      | 67             |
| Новая Зеландия (Recorded Music NZ)  | 28             |
| Испания (PROMUSICAE)                | 19             |
| США (Billboard Hot 100)             | 63             |
| США (Billboard Mainstream Rock)     | 10             |
| США (Billboard Alternative Airplay) | 1              |

## Использование в культуре
- Песня присутствует в игре Tap Tap Revenge[16].
- Песня появляется в первой серии сериала 90210: Новое поколение.
- Песня появляется в сериале Король вечеринок 3: Год первокурсника[17].
- Песня является одним из треков в игре Power Gig: Rise of the SixString[18].
- Песня присутствует в рекламе Pepsi Max